# Jordan Ladd
Jordan Ladd (n. 14 ianuarie 1975, Los Angeles, California, SUA) este o actriță americană, fiica actriței Cheryl Ladd.

## Filmografie
- Never Been Kissed (1999)
- The Specials (2000)
- The Perfect You (2000)
- Cabin Fever (2002)
- Madhouse (2004)
- Club Dead (2004)
- Dog Gone Love (2004)
- Waiting... (2005)
- Inland Empire (2006)
- Hostel: Part II (2007)
- Death Proof (2007)
- Grace (2009)